# اسماعیل موساکایف
اسماعیل موساکایف (به روسی: Исмаил Тимурович Мусукаев، آوانگاری: زادهٔ ۲۸ ژانویهٔ ۱۹۹۳) یک کشتی‌گیر آزادکار روس‌تبار کشور مجارستان است.
از افتخارات او می‌توان به کسب مدال طلا مسابقات قهرمانی کشتی جهان ۲۰۲۳ و دو کسب مدال برنز مسابقات قهرمانی کشتی جهان ۲۰۱۹ و مسابقات قهرمانی کشتی جهان ۲۰۲۲ اشاره کرد. وی سابقه حضور در المپیک ۲۰۲۰ توکیو و  المپیک ۲۰۲۴ پاریس را دارد.

## فعالیت حرفه‌ای

### مسابقات قهرمانی کشتی جهان ۲۰۱۹
موساکایف در وزن ۶۵ کیلوگرم کشتی آزاد مسابقات قهرمانی کشتی جهان ۲۰۱۹ نورسلطان حاضر بود که در مسابقه های اول تا چهارم کریستین نیکولسکو از پالائو، ولادیمر خینچگاشویلی از گرجستان، مالیک امین از سان مارینو و صلاح‌الدین کلیجسالیان از ترکیه را شکست داد اما در نیمه نهایی به گادژیمراد رشیدوف از روسیه باخت و به دیدار رده‌بندی رفت. وی در دیدار رده‌بندی تاکوتو اوتوگورو از ژاپن را شکست داد و مدال برنز وزن ۶۵ کیلوگرم را به‌دست آورد.

### المپیک ۲۰۲۰ توکیو
موساکایف در وزن ۶۵ کیلوگرم کشتی آزاد المپیک ۲۰۲۰ توکیو حاضر بود که در دور اول آگوستین دستریباتس از آرژانتین را شکست داد اما در دور بعد به تاکوتو اوتوگورو از ژاپن باخت و با توجه به حضور این کشتی‌گیر در فینال، به دیدار شانس مجدد رفت. او در مرحله شانس مجدد تومور-اچیر تولگا از مغولستان را شکست داد اما در دیدار رده‌بندی به گادژیمراد رشیدوف از روسیه باخت و پنجم شد.

### قهرمانی کشتی جهان ۲۰۲۲
موساکایف در وزن ۶۵ کیلوگرم کشتی آزاد مسابقات قهرمانی کشتی جهان ٢٠٢۲ بلگراد شرکت کرد، او در مسابقه اول به رحمان عموزاد از ایران باخت و با توجه به حضور این کشتی‌گیر در فینال، به دیدار شانس مجدد رفت. او در مرحله شانس مجدد جونسیک یون از کره جنوبی و عادل اوسپانوف از قزاقستان را شکست داد و به دیدار رده‌بندی رسید. وی در این دیدار حاجی علیف از آذربایجان را شکست داد و مدال برنز را به‌دست آورد.

### قهرمانی کشتی جهان ۲۰۲۳
موساکایف در وزن ۶۵ کیلوگرم کشتی آزاد قهرمانی کشتی جهان ۲۰۲۳ بلگراد شرکت کرد، او در این مسابقات عادل اوسپانوف از قزاقستان، تاکوتو اوتوگورو از ژاپن، شامیل ممدوف از روسیه و رحمان عموزاد از ایران  را شکست داد و به فینال رسید. وی در فینال سباستین ریورا از پورتوریکو را شکست داد و مدال طلا را به‌دست آورد.

### المپیک ۲۰۲۴ پاریس
موساکایف در وزن ۶۵ کیلوگرم کشتی آزاد المپیک ۲۰۲۴ پاریس حاضر بود که با شکست ارنظر آکماتالیف از قرقیزستان و حاجی علیف از آذربایجان به مرحله نیمه نهایی رسید اما در این مرحله مقابل رحمان عموزاد از ایران شکست خورد و به دیدار رده‌بندی رفت. او در این مرحله نیز مقابل اسلام دودایف از آلبانی بازی را واگذار کرد و پنجم شد.  